# ムルマンスク州

ムルマンスク州
ロシア語: Мурманская область

ムルマンスク州（ムルマンスクしゅう、Мурманская область, Murmanskaya Oblast'）は、ロシア連邦の北西連邦管区に含まれる州（オーブラスチ）。州都はムルマンスク。

## 地理

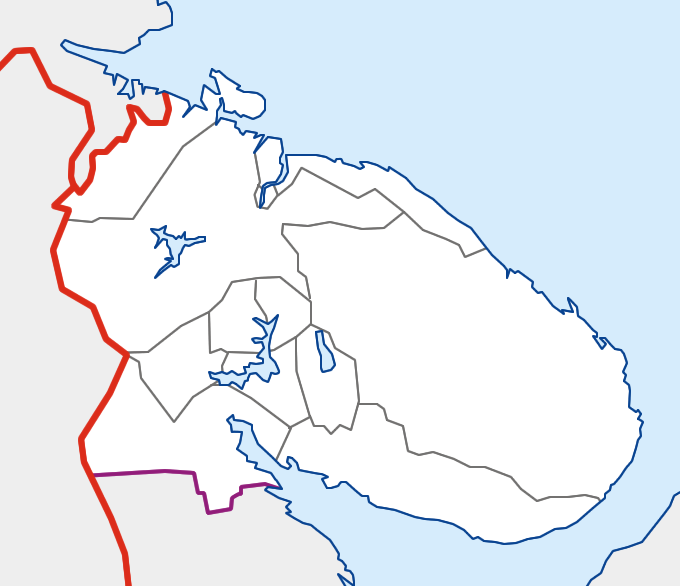

いわゆるラップランド地方の東部、コラ半島の全体を占める。西にノルウェー、フィンランドと国境を接する。ロシア連邦内では、南にカレリア共和国と隣り合う。白海、バレンツ海に面する。
川や湖が多く、主要な河川にポノイ川、ヴァルグザ川などがある。最大の湖はイマンドラ湖。
ムルマンスク州の領域の大部分はツンドラ地帯、あるいは森林ツンドラ地帯であり、南部の一部にタイガが見られる。

## 歴史
この地域で産業、文化、人口の急速に成長したことを受け、ムルマンスク地域とカレリア自治ソビエト社会主義共和国のカンダラクシャ地域を合併して、1938年にムルマンスク州が誕生した。
リバチ半島の一部はフィンランド領であったが、1939年11月30日にソビエトフィンランド戦争が始まるとソ連軍が占領。戦争が終結した後の1940年、ソビエト連邦に加わっていたリバチ半島とスレドニー半島の西部がムルマンスク州に組み込まれた。
1944年、フィンランドの一部であったペツァモとして知られるペチェンガ地域がムルマンスク州に組み込まれた。
1947年2月3日、ジャニスコスキ・ニスカコスキセクター(面積176km²)は、フィンランドからソビエト連邦に買収され、ムルマンスク州に組み込まれた。

## 住民
住民の大半はロシア人であるが、わずかな数のサーミ人も暮らす。ムルマンスクとサンクトペテルブルクを繋ぐ鉄道に沿った地域に住民が集中している。サーミ人にとっては「サーミ人の歴史的地域」でもある。

## 産業
漁業が盛ん。燐灰石、鉄鉱石、銅、ニッケルなどを産する。バレンツ海上の陸棚で原油が採掘されている。

## 主な都市
州都ムルマンスクのほかに、鉱業都市のアパチートゥイ、キロフスク、モンチェゴルスク、軍港都市セヴェロモルスク、古い港町であるカンダラクシャやコラなど。

## 標準時
この地域は、モスクワ時間帯の標準時を使用している。時差はUTC+3時間で、夏時間はない。（2011年3月までは標準時がUTC+3、夏時間がUTC+4、同年3月から2014年10月までは通年UTC+4であった）

## 関連事項
- バレンツ地域（英語版）